# PVC-O
Il PVC-O (PVC orientato) è una mescola in PVC, la quale subisce dopo la normale lavorazione, un processo di orientazione molecolare che gli conferisce caratteristiche fisico-meccaniche uniche.

## Storia
I primi prototipi di tubi prodotti in PVC-O risalgono già agli anni 1950, ma si è cominciata l'installazione in Europa solo a partire dagli anni '70, tuttavia senza una larga diffusione, forse per via delle caratteristiche non ancora ben definite e al processo produttivo lento e antieconomico. Negli ultimi anni invece grazie allo sviluppo della tecnologia di formatura, il PVC-O sta avendo un grosso incremento di produzione e gli articoli prodotti (principalmente tubi) sono diventati molto competitivi dal punto di vista delle performance e del costo.

## Processo produttivo
Il processo produttivo di un tubo in PVC-O è molto semplice: in un primo passaggio viene estruso normalmente un tubo di PVC-U, con diametro esterno circa la metà e circa il doppio dello spessore finale voluto; successivamente questo viene riscaldato fino alla temperatura di transizione vetrosa (TG), quindi in un range tra 80 e 120 °C , e viene calibrato facendolo espandere in maniera controllata fino alle dimensioni desiderate dove si verifica il riallineamento molecolare del PVC. Inizialmente questo processo si effettuava dentro degli stampi fuori linea e si riusciva ad ottenere un tubo orientato solamente in maniera radiale, pertanto risultava fragile per urti propagati ortogonalmente alla orientazione delle molecole e caratteristiche di poco migliorate. Recentemente è stato introdotto un sistema di calibrazione del tubo in linea che consente invece di ottenere una BI orientazione delle molecole, sia in senso circonferenziale sia in senso longitudinale, ottenendo quindi le massime prestazioni finora trovate.
I tubi realizzati in PVC-O hanno quindi tutti i vantaggi del normale PVC rigido ma inoltre acquisiscono caratteristiche meccaniche uniche tali da competere per molte applicazioni con i normali tubi in ghisa e acciaio. L'orientazione molecolare infatti produce un notevole aumento dell'elasticità del tubo, una migliore resistenza agli urti ,una minore capacità di propagazione delle cricche e una maggior resistenza ai colpi d'ariete. Gli altri benefici invece portati da questo trattamento sono di tipo economico infatti il tubo è realizzato con circa il 50% in meno di materie prime (a parità di diametro) rispetto ad un tubo in PVC-U e consente inoltre di raggiungere produzione di tubi fino a PN25 con diametri anche di 400 mm (i più usati però sono fino al 200); il tubo quindi a parità di diametro risulta più sottile, quindi una maggior portata d'acqua, è più leggero, per cui minori costi di trasporto e semplicità di applicazione anche per i diametri più grandi, e inoltre tutto ciò comporta anche un minor consumo energetico rispetto alla realizzazione di tubi in ghisa, HDPE, PVC-U e rendendolo quindi un materiale più ecologico del normale PVC.
La formulazione del materiale di partenza ovviamente richiede particolari accorgimenti, si utilizzano prettamente resine con K>64 per consentire alle catene più lunghe di disporsi secondo l'orientazione richiesta, non vi deve essere un alto contenuto di carica ( < 10 phr) e ovviamente non si possono utilizzare materiali rigenerati.

## Applicazioni
Le applicazioni di questi tubi quindi sono sostanzialmente per:
- Acquedotti civili e industriali
- Pozzi artesiani
- Reti antincendio
- Fognature in pressione
- Reti di irrigazione
- Condotte per tubi alimentari